# You're No Good
You're No Good är en poplåt komponerad av amerikanen Clint Ballard Jr. som spelats in av flera artister, och blivit en hitlåt för artisterna Betty Everett, The Swinging Blue Jeans och Linda Ronstadt.
Den amerikanska R&B-sångaren Betty Everett var den första artisten som fick en hit med låten 1963. Hennes inspelning för Chicago-bolaget Vee-Jay Records nådde plats 51 på Billboard Hot 100-listan i USA. Låten var först tänkt att spelas in med Dee Clark, men en bolagsman ville hellre att den skulle sjungas ur kvinnligt perspektiv vilket ledde till att Everett spelade in den. Everetts version blev aldrig någon större hit i Europa där det istället var Liverpool-gruppen The Swinging Blue Jeans som fick en hit med sin inspelning 1964.
Linda Ronstadt spelade in en version av låten till albumet Heart Like a Wheel 1974. Denna utgavs som singel och blev etta i USA. Ronstadts version utmärks av ett långt instrumentalt outro.
Låten har också spelats in av artister som Dusty Springfield, Ike & Tina Turner och Elvis Costello
Gotländska rockbandet Smaklösa har gjort en version av låten med egenskriven text på svenska. Låten heter i deras version Jul vid Lauterhorn och finns utgiven på albumet Gott Drygt Nyttigt.

## Listplaceringar, Swinging Blue Jeans
| Lista (1964)   | Position               |
| -------------- | ---------------------- |
| Finland        | 27                     |
| Frankrike      | 26                     |
| Nya Zeeland    | 7 (Lever Hit Parade)   |
| Storbritannien | 3                      |
| Sverige        | 18 (Kvällstoppen)      |
| Sverige        | 9 (Tio i topp)         |
| USA            | 97 (Billboard Hot 100) |

## Listplaceringar, Linda Ronstadt
| Lista (1974-1975) | Position              |
| ----------------- | --------------------- |
| Kanada            | 11 (RPM)              |
| Nederländerna     | 17                    |
| Nya Zeeland       | 24                    |
| USA               | 1 (Billboard Hot 100) |